# José Antonio Ferral
José Antonio Vázquez Pérez (4 de julio de 1941 - Ciudad de México, 8 de agosto de 2019) más conocido como José Antonio Ferral, fue un actor mexicano.

## Biografía
Debutó en la televisión en 1969 en la serie Mi amor por ti, después estuvo haciendo pequeñas apariciones, hasta 1998 cuando actuó en la telenovela Dulce desafío donde interpretó a 'Marín. Pero se dio a conocer de manera notable en la teleserie Clase 406 que se comenzó a transmitir en el 2002 y que llegó a ser transmitida en 24 canales televisivos alrededor del mundo, esencialmente en Suramérica.
En el 2008 participó en la telenovela Fuego en la sangre.
Después de actuar en varias producciones, en el 2013 apareció en la telenovela La tempestad donde compartió elenco con el actor cubano William Levy y el español Iván Sánchez.
En el 2016 apareció en las series unitarias de  La Rosa de Guadalupe y Como dice el dicho.
Falleció de causas naturales, el 8 de agosto de 2019 en la Ciudad de México.

## Filmografía
- 1969 - 1970 Mi amor por ti
- 1972 Las fieras (Carlos)
- 1972  Las gemelas (Tomás)
- 1973 Entre brumas (Tom)
- 1973 - 1974  La hiena (Javier)
- 1974 - 1975 La tierra (Marcelo)
- 1975 Simón Blanco
- 1983 Bodas de odio (Víctor)
- 1985 De pura sangre (Fulgencio)
- 1986 Herencia maldita (Brown)
- 1987 El precio de la fama (Bernardo)
- 1988 El cabaretero
- 1988 Los psiquiatras
- 1988 - 1989 Dulce desafío (Marín)
- 1989 - 1990 Un rostro en mi pasado (Miguel)
- 1990 Mi pequeña Soledad (Fidel)
- 1991 - 1992 Vida robada (Pancho)
- 1992 Jefe de vigilancia
- 1994 Amoroso fantasmas (Chicharronegro)
- 1994 - 1995 El vuelo del águila (Padre Pardo)
- 1994 La dueña (Ezequiel)
- 1995 Alondra
- 1995 - 1996 Lazos de amor
- 1996 - 1997 Te sigo amando (Cubillas)
- 1998 La mentira
- 1998 Vivo por Elena
- 1999 El niño que vino del mar
- 1999 - 2000 Laberintos de pasión (Ponciano)
- 2000 - 2001 Abrázame muy fuerte (Fayo Ruíz)
- 2001 Sin pecado concebido
- 2002 - 2003 Clase 406 (Nicanor)
- 2003 Amor real (Lic. Abelardo Benítez)
- 2004 Rubí (Dr. Garduño)
- 2004 Don Darvelio (policía)
- 2005 La esposa virgen (Tomás)
- 2006 La verdad oculta
- 1997 - 2006 Mujer, casos de la vida real
- 2008 Fuego en la sangre (Saúl)
- 2009 Hermanos y detectives
- 2009 Los simuladores
- 2009 - 2010 Mar de Amor (Licenciado)
- 2012 Un Refugio Para El Amor (Jerónimo)
- 2012 Amor Bravío (Manuel)
- 2013 La tempestad (Toribio)
- 2013 - 2014 Quiero amarte
- 2015 Lo Imperdonable
- 2012 - 2016 La rosa de Guadalupe (juez)
- 2016 Corazón que miente
- 2011 - 2016 Como dice el dicho (Ramiro)